# It's Called a Heart
«It's Called a Heart» és el catorzè senzill de Depeche Mode i fou enregistrat al Genetic Studios de Reading al juliol de 1985. Junt amb "Shake the Disease" foren les dues cançons noves incloses en la compilació The Singles 81→85, publicada el mateix any.
Martin Gore i Alan Wilder han afirmat en diverses ocasions que es tracta d'una de les cançons que menys els agrada de les que han enregistrat durant la seva trajectòria, i de fet tampoc agrada gaire als seus seguidors. En el documental inclòs en la remasterització de Black Celebration es revela que la banda volia llançar "Fly on the Windscreen" com a senzill, però la discogràfica (Mute Records) va vetar aquesta idea i van decidir-se per "It's Called a Heart".
El videoclip de la cançó fou dirigit per Peter Care i filmat en uns camps de blat de moro de Berkshire. El videoclip fos inclòs a l'àlbum de videoclips Some Great Videos (1985).

## Llista de cançons
7": Mute/7Bong9 (Regne Unit)
1. "It's Called a Heart" – 3:48
2. "Fly on the Windscreen" – 5:03

12": Mute/12Bong9 (Regne Unit)
1. "It's Called a Heart" (Extended) – 7:19
2. "Fly on the Windscreen" (Extended) – 7:47

12": Mute/D12Bong9 (Regne Unit)
1. "It's Called a Heart" (Extended) – 7:19
2. "Fly on the Windscreen" (Extended) – 7:47
3. "It's Called a Heart" (Slow Mix) – 4:49
4. "Fly on the Windscreen" (Death Mix) – 5:06

12": Sire/20402-0 (Estats Units)
1. "It's Called a Heart" (Emotion Remix) – 6:48
2. "It's Called a Heart" (Emotion Dub) – 5:33
3. "Flexible" (Deportation Mix) – 4:38
4. "It's Called a Heart" – 3:48

CD: Intercord/Virgin / INT 826.832/30303 (Alemanya/França)
1. "It's Called a Heart" (Extended) – 7:19
2. "Fly on the Windscreen" (Extended) – 7:47
3. "It's Called a Heart" (Slow Mix) – 4:49
4. "Fly on the Windscreen" (Death Mix) – 5:06

CD: Mute/CDBong9 (Regne Unit, 1991), Sire/Reprise 40315-2 (Estats Units, 1991) i Reprise CDBONG9/R278891B (Estats Units, 2004)
1. "It's Called a Heart" – 3:48
2. "Fly on the Windscreen" – 5:03
3. "It's Called a Heart" (Extended) – 7:19
4. "Fly on the Windscreen" (Extended) – 7:47
5. "Fly on the Windscreen" (Death Mix) – 5:06

- Totes les cançons foren compostes per Martin Gore.
- Slow Mix i Death Mix foren remesclades per Gareth Jones.
- Emotion Remix i Emotion Dub foren remesclades per Joseph Watt
- Deportation Mix fou remesclada per Bert Bevins